# Oude Rode Ogen
Oude Rode Ogen (ook bekend als het Beest van Vlaanderen) is een boeman of geest. De figuur zou een zwarte, zeven voet lange man zijn. Hij kon in een hond met vurige rode ogen veranderen. Tegenwoordig is het een schaduwfiguur met rode ogen. Als hij 's nachts verschijnt, horen mensen vaak het dreigende gegrom van een hond.

## Verhalen
De verhalen over en signaleringen van Oude Rode Ogen begonnen in de vijftiende eeuw, na meldingen dat kinderen op onverklaarbare manier verdwenen. Ze zouden het slachtoffer zijn van een kannibalistische gedaanteverwisselaar.
Ooggetuigen verklaarden dat er een grote naakte zwarte man wegrende, nadat hij probeerde een jong meisje uit haar bed te ontvoeren. Er werd op deze man geschoten, waarna hij in een grote zwarte hond veranderde. Niet lang daarna werd een zwarte zwerver nabij Nekkerspoel gelyncht en levend gevild. De huid van deze man zou zijn begraven in de kelder van de Sint-Romboutskathedraal in Mechelen.
Vanaf de achttiende eeuw wordt een geestachtige donkere figuur met vurige rode ogen gesignaleerd in Mechelen en omgeving. Er wordt verteld dat hij zijn huid zoekt om weer de gehele demonische figuur te worden die hij ooit was.
Tijdens de twintigste eeuw werd de figuur bekend als de nikker, de nekker of de neger. Het wezen zou levende kinderen eten, als ze na bedtijd nog op zouden zijn.